# Mnioes leucozona
Mnioes leucozona är en stekelart som först beskrevs av Cameron 1886.  Mnioes leucozona ingår i släktet Mnioes och familjen brokparasitsteklar. Inga underarter finns listade i Catalogue of Life.